# BHStB IVa4
Die Verbund-Tenderlokomotiven der Reihe IVa4 mit Bosnischer Spurweite wurden für die betrieblich schwierige Strecke Podlugovi–Vareš von den Bosnisch-Herzegowinischen Staatsbahnen (BHStB) beschafft. Für das Passieren der engen Radien fertigte die Lokomotivfabrik Krauss & Comp. in Linz zwei Lokomotivtypen mit recht komplexem Fahrwerk.

## Geschichte
Anfangs wurde der Betrieb auf der 1895 eröffneten Schleppbahn zum Eisenwerk in Vareš mit den voneinander getrennten Doppellokomotiven der Reihe IIa2 durchgeführt. Für den ansteigenden Verkehr und die großen Steigungen von 25 ‰ waren diese aber bald zu schwach, die engen Radien konnte aber keine andere damals in Bosnien vorhandene Lokomotive passieren. Die Klose-Loks der Reihe IIIa4 wurden zwar mit einem Minimalradius von 35 m angegeben, aber die hier teilweise geforderten 28 m lagen da noch einmal deutlich darunter. Und zum wirklichen Einsatz kamen diese Lokomotiven ja auch erst, nachdem sämtliche Radien unterhalb 60 m erweitert worden waren. Außerdem war für die geforderte Zugkraft bei der begrenzten Achslast eine vierfach gekuppelte Lokomotive notwendig, sodass eine andere Fahrwerkskonstruktion gewählt werden musste.
Im damaligen Österreich gab es aber massive Vorbehalte gegenüber Lokomotiven mit geteiltem Triebwerk wie den Bauarten Mallet oder Meyer. Deshalb besaßen die ersten beiden Loks der Reihe IVa4 mit den Nummern 401 und 402 zwar zwei Drehgestelle, die allerdings gemeinsam über eine Art Hagans-Gestänge angetrieben wurden. Diese Anordnung bewährte sich in der betrieblichen Praxis aber nicht sehr gut und so lieferte Krauss noch im selben Jahr die Lokomotiven 403 und 404, denen später noch eine fünfte, sehr ähnliche folgte. Bei diesen waren alle vier Achsen in einem Rahmen gelagert, die Endachsen jeweils radial einstellbar und die Mittelachsen seitlich verschiebbar.
Mit den drei letztgelieferten Loks konnte man den Betrieb offenbar weitgehend abwickeln, die ersten beiden dienten als Reserve. Im Ersten Weltkrieg musste man im Juli 1916 zwei Lokomotiven an die Steinbeisbahn abgeben, die Lokomotiven kamen dort aber kaum zum Einsatz. Im Oktober wurden sie bereits durch Lokomotiven der Reihe U ersetzt und 1917 kamen sie wieder zurück zu ihrer Stammstrecke. Von den Železnice Kraljevine Srba, Hrvata i Slovenaca (SHS) wurden die fünf Lokomotiven noch vor 1933 verschrottet, da sie durch Lokomotiven mit Klien-Lindner-Hohlachsen ersetzt worden waren.

## Technische Beschreibung
Der Kessel war bei allen fünf Lokomotiven weitgehend gleich ausgeführt. Wegen dem starken Gefälle waren sie außerdem mit einer Gegendruckbremse ausgerüstet. Auf den Steigungen bis 25 ‰ konnten sie eine Last von 85 Tonnen befördern, wegen der vielen unkompensierten Bögen (ohne entsprechend den engen Radien reduzierte Steigung) wurden aber meist nur 75 t mitgenommen.

### 1. Bauserie (401 und 402)

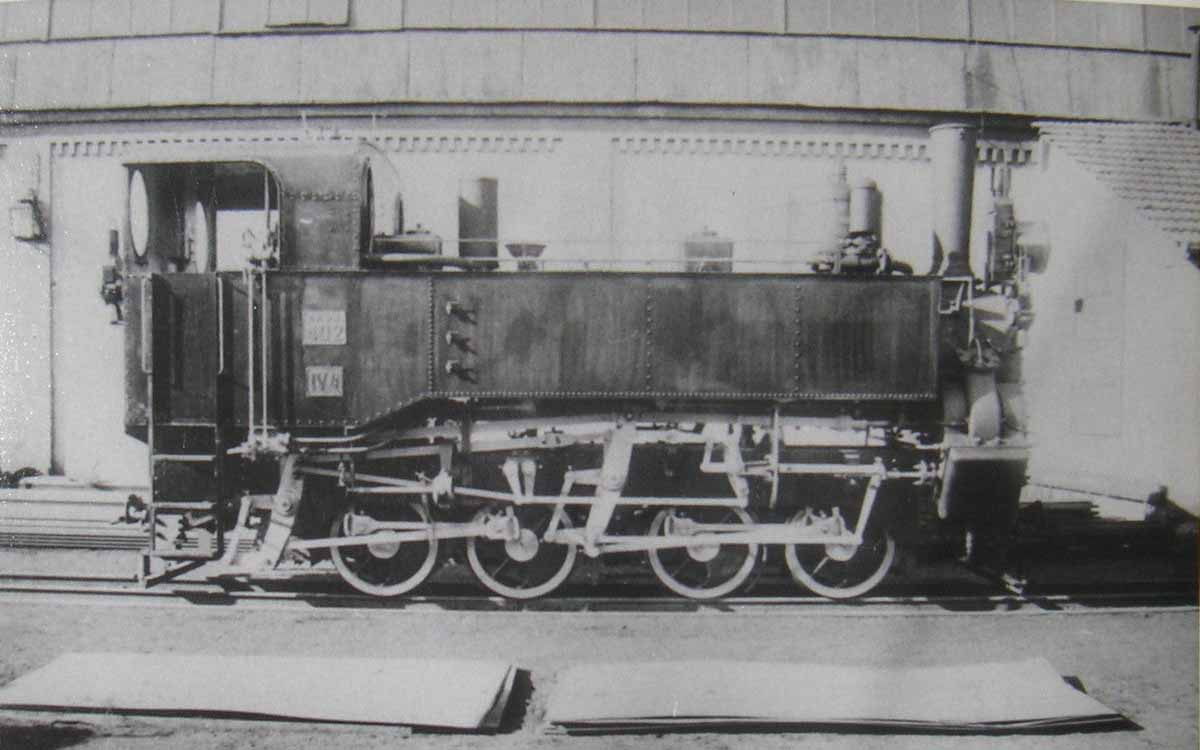
BHStB IVa4 402

Die Lokomotiven besaßen einen Brückenrahmen, der sich auf zwei angetriebene Drehgestelle abstützte. Die Zylinder des Verbund-Triebwerks waren über dem Rahmen angeordnet und der Niederdruckzylinder befand sich dabei auf der rechten Seite. Die Schieberkästen waren ungewöhnlicherweise unterhalb der Zylinder angeordnet, durch den schräg nach unten geneigten Schieberspiegel klappten die Flachschieber daher sehr leicht ab. Die Steuerung der Dampfmaschine erfolgte durch eine abgewandelte Heusinger-Steuerung, der Antrieb der Schwinge erfolgte dabei über Querwellen von der jeweils anderen Maschinenseite und der Lenker wurde vom vorderen Balancier mitgenommen.
Die Zylinderkräfte wurden über eine Pleuel- und Kuppelstange auf zwei am Rahmen gelagerte Balanciers übertragen. Am unteren Ende dieser zweiarmigen Hebel waren jeweils die Treibstangen der beiden Drehgestelle über einen Winkelhebel angelenkt. Je nach Stellung der Drehgestelle im Gleisbogen mussten die Treibstangenlängen entsprechend angepasst werden, wozu der untere Winkelhebel über ein neben den Balanciers angeordnetes Hebelparallelogramm entsprechend ausgeschwenkt wurde und sich dadurch die wirksame Länge der Treibstangen änderte. Der Antrieb der Verstelleinrichtung erfolgte über weitere Hebel vom hinteren Drehgestell entsprechend dem Ausdrehwinkel.
Der prinzipielle Aufbau des Triebwerks war dem Hebelwerk der Bauart Hagans nicht ganz unähnlich, erfolgte aber auf zwei statt nur eine bewegliche Radsatzgruppe. Er war entsprechend vielteilig, erforderte eine Unzahl an Lagerstellen und die exakten Stichmaße aller Gestängeteile waren schwierig einzuhalten. Außerdem waren viele Lagerstellen ballig ausgeführt, um die Winkelabweichungen aufzunehmen. Trotz einer Diagonalkupplung der Drehgestelle war der Ausdrehwinkel relativ zum Rahmen nicht immer ganz gleich, was zu extremen Zwangskräften und damit auch Brüchen im Hebelsystem führte. Dieses System bewährte sich im Betrieb daher nicht, wurde nicht weiterentwickelt und auch nicht nachbeschafft.

### 2. Bauserie (403–405)

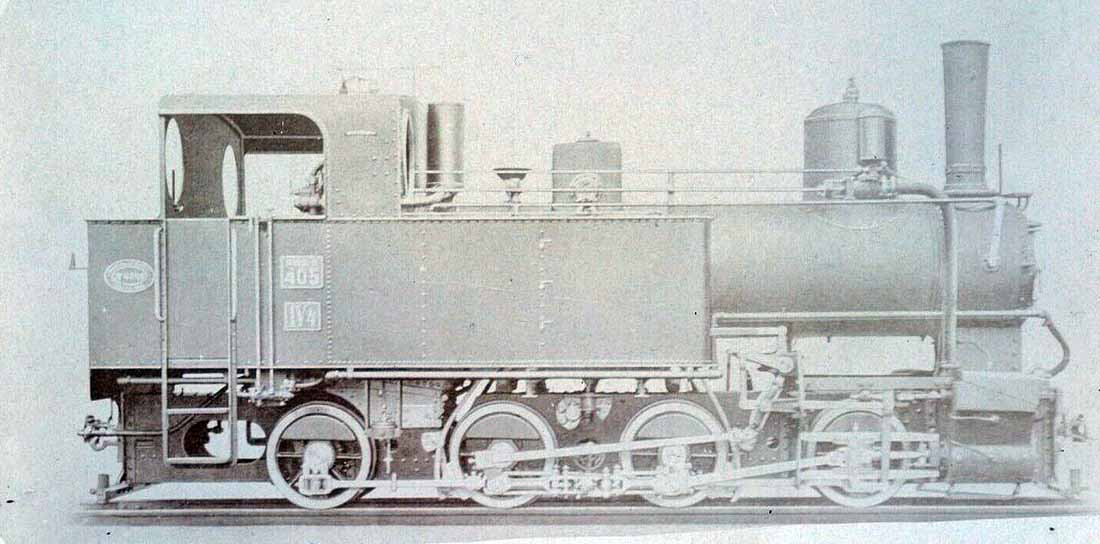
BHStB IVa4 405

Der Aufbau dieser Lokomotiven war abgesehen von der Achslagerung und den Treib- und Kuppelstangen konventionell in einem Rahmen ausgeführt. Im Gegensatz zu den Vorgängerloks befand sich der etwas kleinere Niederdruckzylinder auf der linken Seite. Die Steuerung der Dampfmaschine erfolgte wieder durch eine abgewandelte Heusinger-Steuerung, der Antrieb der Schwinge erfolgte dabei ebenfalls über Querwellen vom Kreuzkopf der jeweils anderen Maschinenseite.
Jeweils die vorderen und hinteren beiden Achsen waren zu einem Krauss-Helmholtz-Gestell verbunden und beide Gestelle waren untereinander so gekuppelt, dass sie immer einen gleichen Ausdrehwinkel aufwiesen. Die beiden mittleren Achsen waren daher seitenverschiebbar und die äußeren Achsen radial einstellbar. Die Kuppelstangen zu den Endachsen mussten deshalb in ihrer wirksamen Länge einstellbar sein, wofür die mittlere Haupt-Kuppelstange entsprechend vielteilig aufgebaut war. Die Treibstange führte zu einem separaten Lager auf der vorne verlängerten Haupt-Kuppelstange.
Im Rahmen der Lokomotive war beidseitig ein drehbarer Hebel gelagert. Beim seitlichen Verschieben der Mittelachsen und der sich damit auch verschiebenden Haupt-Kuppelstange wurden von diesem Hebel entsprechende Winkelhebel in der Kuppelstange ausgelenkt und dadurch veränderten sich die Längen der äußeren Kuppelstangen passend zur radialen Einstellung der Endachsen. Auf einer Seite der Lokomotive wurden dabei die Kuppelstangen verlängert und auf der anderen entsprechend verkürzt.
Die Lokomotive Nr. 405 unterschied sich von den beiden Vorgängern insofern, als dass die Treibstange hier direkt am Kurbelzapfen der zweiten Achse gelagert war. Außerdem wies die dritte Achse eine herkömmliche Gegenkurbel für den Antrieb der Heusinger-Steuerung auf, die Schwingenstange war wegen der seitlichen Bewegungen der Achse dazu mit entsprechenden Gelenken versehen.

## Lokomotivliste
| Hersteller  | Fabriks- Nummer | Baujahr | BHStB-Nr. BHLB-Nr. | Einsatz im Ersten WK     | SHS-Nr. bis 1933 | ausgemustert |
| ----------- | --------------- | ------- | ------------------ | ------------------------ | ---------------- | ------------ |
| Krauss/Linz | 4242            | 1900    | IVa4 401           | 1916/17 Steinbeisbahn 38 | IVa4 401         | vor 1933     |
| Krauss/Linz | 4243            | 1900    | IVa4 402           |                          | IVa4 402         | vor 1933     |
| Krauss/Linz | 4485            | 1900    | IVa4 403           | 1916/17 Steinbeisbahn 39 | IVa4 403         | vor 1933     |
| Krauss/Linz | 4486            | 1901    | IVa4 404           |                          | IVa4 404         | vor 1933     |
| Krauss/Linz | 4649            | 1901    | IVa4 405           |                          | IVa4 405         | vor 1933     |

| Bahngesellschaft                                      | Bahngesellschaft                              | Zeitraum      |
| ----------------------------------------------------- | --------------------------------------------- | ------------- |
| BHStB                                                 | Bosnisch-Herzegowinische Staatsbahnen         | 1895 bis 1908 |
| BHLB                                                  | Bosnisch-Herzegowinische Landesbahnen         | 1908 bis 1918 |
| SHS                                                   | Železnice Kraljevine Srba, Hrvata i Slovenaca | 1918 bis 1929 |
| Die Umzeichnung von SHS auf JDŽ fand erst 1933 statt. |                                               |               |